# Tulga nyugati gót király
Tulga, más írásmóddal Tulca (622 – 642 után) nyugati gót király 639-től 642-ig.
Kiskorú fiúként követte édesapját, Chintilát a trónon, de Chindaswinth leszorította és kolostorba záratta.